# Ron Rivera
Ronald Eugene "Ron" Rivera (7 de enero de 1962) es un exjugador y entrenador de fútbol americano estadounidense. Fue entrenador jefe de los Washington Commanders hasta 2023.
Exentrenador de los Carolina Panthers de la National Football League, cargo que ocupó desde la temporada de 2011 hasta el 3 de diciembre del 2019, tras estadías como coordinador defensivo de los Chicago Bears y San Diego Chargers.
Ha sido nombrado dos veces como entrenador del año de la NFL, en 2013 y 2015, y durante el periodo de 2013 a 2015 ha liderado a los Panthers a tres títulos divisionales consecutivos en la NFC Sur y a una aparición en el Super Bowl 50 perdiendo frente a los Denver Broncos, convirtiéndose en el segundo entrenador jefe de raíces hispanas en competir por el trofeo Vince Lombardi, después de Tom Flores, quien guio a los Oakland Raiders a dos títulos de Super Bowl en las temporadas de 1980 y 1983.
Antes de ser entrenador, Rivera jugó como apoyador para los Chicago Bears entre 1984 y 1992, ganando la Super Bowl en la temporada de 1985. Se graduó en la Universidad de California en Berkeley, siendo nombrado para el equipo All American, distinción que se otorga anualmente a los jugadores más destacados de cada posición en el nivel universitario.
- Datos: Q1991889
- Multimedia: Ron Rivera / Q1991889